# Jenny Randerson, Baroness Randerson

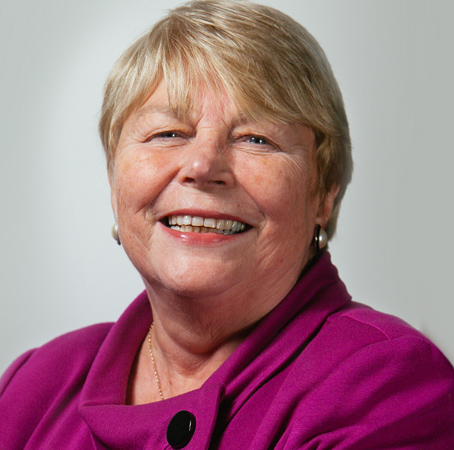
Jenny Randerson, Baroness Randerson, 2016

Jennifer Elizabeth Randerson, Baroness Randerson (* 26. Mai 1948; † 4. Januar 2025 in Cardiff) war ein walisisches liberaldemokratisches Mitglied des House of Lords. Sie hatte den Posten eines Junior Minister im Wales Office inne, ihr Zuständigkeitsbereich war die Bildung in Wales.
Randerson war Ratsherrin des Stadtrates von Cardiff und von 1999 bis 2011 Mitglied der National Assembly for Wales. Sie war Mitglied der von 2000 bis 2003 bestehenden Labour-Liberal Democrats-Regierung von Wales. 2011 wurde Randerson zum Life Peer ernannt.

## Biographie
Randerson besuchte das Bedford College der University of London und erwarb dort 1983 den Grad des Bachelor of Science in Physiologie und Biochemie.  Von 1983 bis 2000 war Randerson Lektorin am Cardiff Tertiary College. Sie führte vier Jahre lang die Opposition im Stadtrat von Cardiff. Der "Creative Future"-Plan, eine Entwicklungsstrategie für die Walisische Sprache wurde von Randerson entwickelt.

## National Assembly for Wales
Randerson war Ministerin für Kultur, Sport und die Walisische Sprache in der Liberal Democrat/Labour-Koalitionsregierung von 2000 bis 2003. Vom 6. Juli 2001 bis zum 13. Juni 2002 hatte sie den Posten des Deputy First Minister for Wales inne. In der 2. Welsh National Assembly fungierte Randerson für die Liberal Democrats als Sprecherin für Gesundheit und Soziales, Gleichberechtigung und Finanzen. Sie kandidierte 2008 für die Führung der Walisischen Liberal Democrats, verlor allerdings gegen die mit 60 % der Stimmen gewählte Kirsty Williams.
In der dritten Welsh National Assembly war Randerson Sprecherin der Liberal Democrats für Bildung, Transport und Wirtschaft. Zu den Wahlen zur Welsh National Assembly trat sie 2011 nicht mehr an. Nigel Howells, der statt ihrer für die Liberal Democrats kandidierte, verlor gegen Jenny Rathbone.

## House of Lords
Im Januar 2011 wurde Randerson als Baroness Randerson, of Roath Park in the City of Cardiff, zum Life Peer ernannt und am 31. Januar 2011 in das House of Lords eingeführt. Sie war Mitglied der Liberal Democrats-Fraktion. Am 4. September 2012 wurde Randerson zum Parliamentary Under-Secretary of State im Wales Office ernannt Randerson war das erste weibliche Mitglied der walisischen Liberal Democrats, das ein Ministeramt im britischen Parlament innehatte und das erste Mitglied der walisischen Liberal Democrats in einem Ministerposten seit Gwilym Lloyd-George 1945. Sie war ferner die erste walisische Politikerin in einem Regierungsposten im britischen Parlament, die nicht von der Labour Party gestellt wurde.
Seit 2019 war sie Kanzlerin der Cardiff University.
Randerson starb am 4. Januar 2025 im Alter von 76 Jahren in Cardiff.